# Atylomyia mesnii
Atylomyia mesnii är en tvåvingeart som beskrevs av Herting 1981. Atylomyia mesnii ingår i släktet Atylomyia och familjen parasitflugor. Inga underarter finns listade i Catalogue of Life.